# Cratere Gaston
Gaston è un cratere lunare di 2,02 km situato nella parte nord-occidentale della faccia visibile della Luna.